# Bosque mixto del Cáucaso
El bosque mixto del Cáucaso es una ecorregión de la ecozona paleártica, definida por WWF, que ocupa la cordillera del Cáucaso.

## Descripción
Es un extenso bosque mixto de montaña del bioma bosque templado de frondosas que ocupa 170 300 kilómetros cuadrados en las montañas del Cáucaso, en el sur de la Rusia europea, gran parte de Georgia, el noreste de Turquía, el este de Armenia y el oeste y el norte de Azerbaiyán.
Es una región con una gran biodiversidad, debido a la gran diversidad de hábitats y a que se encuentra en el límite entre tres provincias biogeográficas: Europa Central, Asia Central y Oriente Próximo.
El clima es templado, pero varía con la altitud.

## Flora

Bosque hayas orientales (Fagus orientalis), Georgia

Se han descrito unas 12 000 especies vegetales en la región.
El 70 % de la ecorregión, entre los 400 y los 2200 m s. n. m., está cubierto por bosques mixtos templados; las especies dominantes son el roble albar (Quercus petraea), el carpe blanco (Carpinus betulus), el castaño europeo (Castanea sativa), el haya oriental (Fagus orientalis), el roble del Cáucaso (Quercus macranthera). A mayor altitud se encuentran especies de abedul y pino, así como abeto del Cáucaso (Abies nordmanniana) y pícea oriental (Picea orientalis).
A mayor altitud, el bosque es reemplazado por praderas altas y prados alpinos y subalpinos, que alternan con matorral de rododendro del Cáucaso (Rhododendron caucasicum).

## Fauna
Unas setecientas especies de vertebrados se encuentran en esta ecorregión.
como jilgero del caucaso

## Endemismos
El bosque del Cáucaso presenta uno de los niveles de endemismo más altos de la zona templada. El 23 % de las plantas vasculares y el 10 % de los vertebrados son endémicos.